# Ashraf Saber
Ashraf Saber (ur. 2 kwietnia 1973 w Rzymie) – włoski lekkoatleta, specjalizujący się w biegach na 400 metrów przez płotki i na 400 metrów.

## Osiągnięcia
- złoto Mistrzostw Świata Juniorów (bieg na 400 m przez płotki, Seul 1992)
- srebrny medal halowych mistrzostw świata (sztafeta 4 x 400 m, Barcelona 1995)
- brąz halowych mistrzostw Europy (bieg na 400 m, Sztokholm 1996)
- srebro halowych mistrzostw Europy (bieg na 400 m, Walencja 1998)
- 5. miejsce podczas pucharu świata (bieg na 400 m, Johannesburg 1998)

W 1996 Saber reprezentował Włochy podczas igrzysk olimpijskich w Atlancie, jednak nie dotarł do finałów biegu na 400 metrów przez płotki oraz sztafety 4 x 400 metrów.

## Rekordy życiowe
- bieg na 400 metrów przez płotki – 49,08 (1996)
- bieg na 300 metrów przez płotki – 35,38 (1996)
- bieg na 400 metrów – 45,55 (1998)
- bieg na 400 metrów (hala) – 45,99 (1998) rekord Włoch